# Tsjechië op het Eurovisiesongfestival 2008

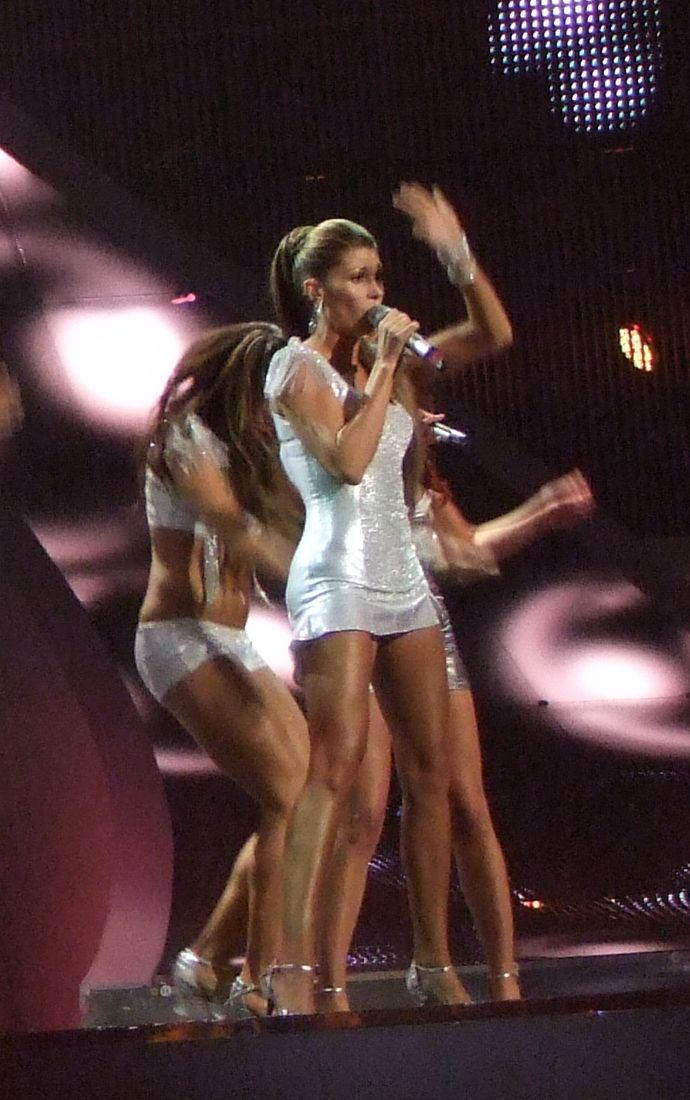
Tereza Kerndlova op het songfestival 2008

Tsjechië koos hun inzending voor het Eurovisiesongfestival 2008 via een nationale finale, Eurosong, gehouden 26 januari 2008. Česká televize koos intern 10 artiesten die werden voorgesteld op een persconferentie op 3 januari 2008. Op 26 januari 2008 won Tereza Kerndlová de nationale finale met het lied Have Some Fun.

## Nationale finale
| Nr. | Artiest          | Lied                 |
| --- | ---------------- | -------------------- |
| 1   | Gipsy.cz         | "Benga beating"      |
| 2   | Tereza Kerndlová | Have some fun"       |
| 3   | Čechomor         | "Józef, mój kochany" |
| 4   | Sámer Issa       | "Pick a star"        |
| 5   | L.B.P.           | "Don't leave me"     |
| 6   | Temperamento     | "Další den prijde"   |
| 7   | Le Monde         | "Another chance"     |
| 8   | Toxique          | "Two sides"          |
| 9   | Iva Frühlingová  | "Partir et revenir"  |
| 10  | Daniel Nekonecný | "Holiday"            |

## In Belgrado
Op het festival zelf in Servië moest Tsjechië aantreden als 8ste, net na Zwitserland en voor Wit-Rusland.
Op het einde van de avond bleek dat Tsjechië op een 18de plaats was geëindigd met een totaal van slechts 9 punten, wat niet genoeg was om de finale te behalen.
België en Nederland zaten in de andere halve finale.

### Gekregen punten

#### Halve Finale
| 12 punten         | 10 punten | 8 punten | 7 punten  | 6 punten          |
| ----------------- | --------- | -------- | --------- | ----------------- |
|                   |           |          |           |                   |
| 5 punten          | 4 punten  | 3 punten | 2 punten  | 1 punt            |
| - Noord-Macedonië |           |          | - Kroatië | - Malta - Turkije |

### Punten gegeven door Tsjechië

#### Halve Finale
Punten gegeven in de halve finale:
| 12 punten | Oekraïne        |
| 10 punten | Denemarken      |
| 8 punten  | Georgië         |
| 7 punten  | Portugal        |
| 6 punten  | Malta           |
| 5 punten  | Letland         |
| 4 punten  | Noord-Macedonië |
| 3 punten  | Kroatië         |
| 2 punten  | Bulgarije       |
| 1 punt    | Albanië         |

#### Finale
Punten gegeven in de finale:
| 12 punten | Armenië               |
| 10 punten | Azerbeidzjan          |
| 8 punten  | Oekraïne              |
| 7 punten  | Rusland               |
| 6 punten  | Servië                |
| 5 punten  | Griekenland           |
| 4 punten  | Georgië               |
| 3 punten  | Letland               |
| 2 punten  | Denemarken            |
| 1 punt    | Bosnië en Herzegovina |

2007 · 2008 · 2009 · 2010-2014 · 2015 · 2016 · 2017 · 2018 · 2019 · 2020 · 2021 · 2022 · 2023 · 2024 · 2025